# Caudalia insularis
Genre
Espèce
Caudalia insularis, unique représentant du genre Caudalia, est une espèce d'araignées aranéomorphes de la famille des Prodidomidae.

## Distribution
Cette espèce est endémique de l'île de la Jeunesse à Cuba,.

## Description
La femelle holotype mesure 3,35 mm.

## Systématique et taxinomie
Cette espèce a été décrite par Alayón en 1980.
Ce genre a été décrit par Alayón en 1980 dans les Gnaphosidae. Il est placé dans les Prodidomidae par Platnick en 1990, dans les Gnaphosidae par Azevedo, Griswold et Santos en 2018 puis dans les Prodidomidae par Azevedo, Bougie, Carboni, Hedin et Ramírez en 2022.

## Étymologie
Son nom d'espèce lui a été donné en référence au lieu de sa découverte, une île.

## Publication originale
- Alayón, 1980 : « Nuevo género y nueva especie de Prodidominae (Araneae: Gnaphosidae) de Isla de Pinos, Cuba. » Poeyana, vol. 208, p. 1-8.